# Valérie Lemercier
Valérie Lemercier (Dieppe, Francia; 9 de marzo de 1964) es una actriz, guionista, directora, realizadora, humorista y cantante francesa.

## Biografía
Nacida en 1964, es hija de Joseph Lemercier y de Odile Prévost, agricultores, tiene tres hermanas.  Su nombre real es Valérie Anne Marie Lemercier.  Pasó su infancia en Gonzenville.
Estudió en el Conservatorio de Rouen con el profesor Jean Chevrin, actor de teatro.  Con dieciocho años probó suerte viajando a París para hacer cástines.
Debuta como actriz en 1988 con la serie Palacio. Ha ganado dos premios César como actriz secundaria por su participación en Los visitantes no nacieron ayer (1993) y en Sueños de orquesta (2006). En los últimos años ha destacado como maestra de ceremonia de estos premios.

## Vida personal
Valérie Lemercier fue compañera sentimental del músico Bertrand Burgalat del que se separó en 1997, pero mantienen una gran amistad.
Fue pareja durante siete años del abogado penalista Hervé Temime.  Es una persona muy discreta con su vida privada pero en octubre del año 2015 apareció durante la celebración de los 95 años de la revista Vogue del brazo de Mathias Kiss, un artista de arte contemporáneo, escenógrafo y diseñador.

## Filmografía

### Actriz
- 1988: Palace, de Jean-Michel Ribes (serie TV) - Lady Palace.
- 1991: Operación chuleta de ternera, de Jean-Marie Poiré - Marie-Laurence Granianski.
- 1993: Los visitantes no nacieron ayer o Los visitantes, de Jean-Marie Poiré - Frenebunda de Pouille,  Beatriz de Miramonte.
- 1995: Sabrina, de Sydney Pollack - Martine.
- 2004: RRRrrrr!!!, de Alain Chabat - Pierre.
- 2004: Narco, de Tristan Aurouet y Gilles Lellouche - La cómica célebre.
- 2005: Palacio Real!, dirigida por ella misma - Princesa Armelle.
- 2005: Sueños de orquesta, de Danièle Thompson - Catherine Versen.
- 2005: El tiovivo mágico, de Jean Duval - Azalée (voz)
- 2006: El héroe de la familia, de Thierry Klifa- Pamela.
- 2007: El invitado, de Laurent Bouhnik- Colette
- 2008: Agathe Cléry , de Etienne Chatiliez- Agathe Cléry.
- 2009: El pequeño Nicolás, de Laurent Tirard- Mamá de Nicolás.
- 2011: Bienvenida a bordo, de Éric Lavaine- Isabelle, la directora de Recursos Humanos.
- 2011: Bienvenida a Monte-Carlo, de Thomas Bezucha- la señora Valérie.
- 2012: Astérix y Obélix al servicio de su majestad - ama de llaves.
- 2014: Las vacaciones del pequeño Nicolás, de Laurent Tirard- Mamá de Nicolás.
- 2018: Neuilly, su madre, su madre!, de Gabriel Julien-Laferrière- Birgitte.
- 2020: Forte, de Katia Lewkowicz - Sissi la coach.
- 2021: Aline : Aline Dieu
- 2022: Irréductible de Jérôme Commandeur : la directora de la estación científica
- 2023: Golpe de suerte de Woody Allen : Camille Moreau
- 2023: L'Arche de Noé de Bryan Marciano : Noëlle

### Directora
- 1997: Quadrille
- 1999: Le Derrière
- 2005: Palacio Real!
- 2013: 100% Cachemire, de Valérie Lemercier- Aleksandra Cohen-Le Foulon
- 2017: Marie-Francine (Los 50 son los nuevos 30) de Valérie Lemercier- Marie Francine.
- 2020: Aline, de Valérie Lemercier- Aline Dieu